# بلدة ديكاتور (ميشيغان)
ديكاتور (بالإنجليزية: Decatur Township, Michigan)‏ هي بلدة تقع بولاية ميشيغان في الولايات المتحدة. تبلغ مساحتها 92 (كم²)، وترتفع عن سطح البحر 239 م، بلغ عدد سكانها 3916 نسمة في عام تعداد الولايات المتحدة 2000 حسب إحصاء مكتب تعداد الولايات المتحدة وتصل الكثافة السكانية فيها 43 نسمة/كم2.

## وصلات خارجية
- Village of Decatur, Michigan
- The US50 - Cities and Towns in Michigan State
- Michigan Cities and Towns, Facts, Map, Flag, Colleges, Government, and More